# Campionati italiani maschili assoluti di atletica leggera 1932
I XXIII campionati italiani assoluti di atletica leggera si svolsero in tre distinte manifestazioni: la prima, il 18 settembre 1932, presso il campo del Littorio a Pisa; la seconda, il 1º ottobre 1932, presso lo stadio del Littoriale a Bologna.
Le gare del decathlon e della staffetta olimpionica si disputarono invece in una terza sessione di gare, tenutasi il 12-13 novembre a Firenze. Infine, la gara dei 3000 metri siepi fu corsa in una manifestazione indipendente il 28 marzo a Genova. I titoli italiani del pentathlon e della staffetta 4×1500 metri furono assegnati a Bergamo il 23 ottobre; la maratonina di marcia si disputò il 7 maggio a Firenze, mentre la marcia 50 km ebbe luogo il 9 ottobre a Como. la mezza maratona di corsa si svolse l'8 maggio a Milano e la maratona si corse il 16 ottobre a Torino. Infine, il titolo italiano della corsa campestre fu assegnato il 21 febbraio a Roma.
In tutto furono assegnati trentuno titoli in altrettante discipline, tutti in ambito maschile. In questa edizione dei campionati non si disputò la gara della marcia 10 000 metri.
Durante questi campionati Folco Guglielmi migliorò il record italiano del salto triplo, portandolo a 14,925 m.

## Risultati

### Le gare del 18 settembre a Pisa
| Specialità             | Oro                                                                                        | Prestazione | Argento                                                                    | Prestazione | Bronzo                                                                | Prestazione |
| Corse                  |                                                                                            |             |                                                                            |             |                                                                       |             |
| 100 m                  | Edgardo Toetti Sport Club Italia                                                           | 10"4/5      | Gabriele Salviati Virtus Bologna Sportiva                                  | a 20 cm     | Ulderico Di Blas Unione Ginnastica Goriziana                          | 11"1/5      |
| 400 m                  | Ettore Tavernari La Fratellanza 1874                                                       | 49"4/5      | Manfredo Giacomelli ASSI Giglio Rosso                                      | 50"1/5      | Emilio Marini Virtus Bologna Sportiva                                 | 51"0        |
| 1500 m                 | Umberto Cerati Sport Club Italia                                                           | 4'05"1/5    | Giorgio Nannetti Virtus Bologna Sportiva                                   | 4'09"3/5    | Giuseppe Gordini Virtus Bologna Sportiva                              | 4'18"0      |
| 10 000 m               | Spartaco Morelli Società Ginnastica Pro Patria et Libertate                                | 32'51"1/5   | Umberto Bacchi Virtus Bologna Sportiva                                     | 33'33"0     | Umberto De Florentiis Atletica San Giorgio                            | 33'40"0     |
| 110 m hs               | Corrado Valle Unione Sportiva Pisa                                                         | 15"2/5      | Gianni Caldana Gruppo Atletico Padovano                                    | 15"3/5      | Giuseppe Brunini Unione Sportiva Pisa                                 | 17"2/5      |
| Staffetta 4×100 m      | Virtus Bologna Sportiva Francesco Senni Giulio Giovenzana Piero Grigioni Gabriele Salviati | 43"1/5      | AS Ambrosiana-Inter Ruggero Maregatti Pelizzolo Moretti Giovanni Fusarpoli | 43"4/5      | ASSI Giglio Rosso Orlando Orlandini Enrico Torre Vasco Lucci Trevisan | 44"4/5      |
| Staffetta 4×400 m      | ASSI Giglio Rosso Giuseppe Lippi Orlando Orlandini Giovanni Giovanardi Manfredo Giacomelli | 3'28"4/5    | Virtus Bologna Sportiva Diacci Mario Tugnoli Melotti Emilio Marini         | 3'30"4/5    | Atletica San Giorgio                                                  | 3'44"0      |
| Salti                  |                                                                                            |             |                                                                            |             |                                                                       |             |
| Salto in alto          | Angelo Tommasi Fondazione Bentegodi Verona                                                 | 1,82 m      | Edgardo Degli Esposti Virtus Bologna Sportiva                              | 1,80 m      | Carlo Mercatelli GUF Roma                                             | 1,75 m      |
| Salto triplo           | Folco Guglielmi Unione Sportiva Pisa                                                       | 14,925 m    | Francesco Tabai Unione Ginnastica Goriziana                                | 14,06 m     | Angelo Tommasi Fondazione Bentegodi Verona                            | 14,04 m     |
| Lanci                  |                                                                                            |             |                                                                            |             |                                                                       |             |
| Lancio del martello    | Fernando Vandelli La Fratellanza 1874                                                      | 49,285 m    | Armando Poggioli La Fratellanza 1874                                       | 48,37 m     | Carpi Atletica San Giorgio                                            | 39,30 m     |
| Lancio del giavellotto | Mario Agosti Associazione Sportiva Udinese                                                 | 59,35 m     | Luigi Spazzali Unione Ginnastica Goriziana                                 | 56,99 m     | Giuseppe Palmieri libero                                              | 55,53 m     |

### Le gare del 1º ottobre a Bologna
| Specialità                            | Oro                                                                                           | Prestazione | Argento                                                                  | Prestazione | Bronzo                                                                        | Prestazione |
| Corse                                 |                                                                                               |             |                                                                          |             |                                                                               |             |
| 200 m                                 | Edgardo Toetti Sport Club Italia                                                              | 22"1/10     | Ruggero Maregatti Associazione Sportiva Ambrosiana-Inter                 | 22"4/5      | Leo Craighero Associazione Sportiva Udinese                                   | 23"1/5      |
| 800 m                                 | Ettore Tavernari La Fratellanza 1874                                                          | 1'58"4/5    | Alfredo Furia GF Aviatori Padovano                                       | 1'59"4/5    | Giuseppe Gordini Virtus Bologna Sportiva                                      | 2'00"4/5    |
| 5000 m                                | Giuseppe Lippi ASSI Giglio Rosso                                                              | 15'48"1/5   | Umberto Bacchi Virtus Bologna Sportiva                                   | 15'53"3/5   | Gino Scarpellini ASSI Giglio Rosso                                            | 15'54"0     |
| 400 m hs                              | Giordano Cumar Unione Ginnastica Goriziana                                                    | 59"3/5      | Mario Rabaglino GUF Torino                                               | 1'00"3/5    | Aldo Carati Virtus Bologna Sportiva                                           | 1'00"4/5    |
| Staffetta 4×200 m                     | Virtus Bologna Sportiva Giulio Cesare Giovenzana Aldo Grandi Piero Grigioni Gabriele Salviati | 1'32"2/5    | Pro Patria Milano Giovannino Cani Giovanni Turba Raimondi Ferrari        | 1'33"3/5    | ASSI Giglio Rosso Manfredo Giacomelli Orlando Orlandini Trevisan Enrico Torre | 1'34"0      |
| Staffetta svedese (400+300+200+100 m) | ASSI Giglio Rosso Manfredo Giacomelli Orlando Orlandini Enrico Torre Alessandro Trevisan      | 2'04"1/5    | Pro Patria Milano Radaelli Aristide Bonfà Giovannino Cani Giovanni Turba | 2'05"2/5    | Virtus Bologna Sportiva Salmi Carati Mazzoni Salviati                         | 2'06"2/5    |
| Salti                                 |                                                                                               |             |                                                                          |             |                                                                               |             |
| Salto con l'asta                      | Danilo Innocenti ASSI Giglio Rosso                                                            | 3,75 m      | Amelio Mazzocchi Virtus Bologna Sportiva                                 | 3,65 m      | Luigi Pagani Fondazione Bentegodi Verona                                      | 3,40 m      |
| Salto in lungo                        | Arturo Maffei ASSI Giglio Rosso                                                               | 6,90 m      | Anello Benazzi Virtus Bologna Sportiva                                   | 6,67 m      | Folco Guglielmi Unione Sportiva Pisa                                          | 6,565 m     |
| Lanci                                 |                                                                                               |             |                                                                          |             |                                                                               |             |
| Getto del peso                        | Albino Pighi Fondazione Bentegodi Verona                                                      | 13,29 m     | Gino Zendri Gruppi Sportivi Fiamme Gialle                                | 13,15 m     | Camillo Zemi Sport Club Italia                                                | 12,97 m     |
| Lancio del disco                      | Benvenuto Mignani Virtus Bologna Sportiva                                                     | 41,70 m     | Albino Pighi Fondazione Bentegodi Verona                                 | 40,97 m     | Luigi Ponzoni La Fratellanza 1874                                             | 39,94 m     |

### La corsa campestre del 21 febbraio a Roma
Il titolo italiano di corsa campestre fu assegnato a Roma presso l'ippodromo di Tor di Quinto sulla distanza di 6 km.
| Specialità             | Oro                               | Prestazione | Argento                       | Prestazione | Bronzo                                | Prestazione |
| Corsa campestre (6 km) | Nello Bartolini ASSI Giglio Rosso | 19'55"4/5   | Bruno Betti ASSI Giglio Rosso | 20'05"2/5   | Angelo Malachina Atletica San Giorgio | 20'11"2/5   |

### I 3000 metri siepi del 28 marzo a Genova
La gara dei 3000 metri siepi valida per il campionato italiano individuale fu assegnata a Genova nell'ambito dell'ottava edizione della Coppa Piaggio.
| Specialità   | Oro                               | Prestazione | Argento                           | Prestazione | Bronzo                                                      | Prestazione |
| 3000 m siepi | Nello Bartolini ASSI Giglio Rosso | 9'37"1/5    | Giacomo Rodi Atletica San Giorgio | 10'15"1/5   | Celeste Luisetti Società Ginnastica Pro Patria et Libertate | 10'31"0     |

### La maratonina di marcia del 7 maggio a Firenze
La gara della maratonina di marcia si disputò a Firenze su un circuito di 2850 metri. La partenza era in piazza Vittorio Emanuele e il percorso si snodava lungo viale del Re, piazzale del Re e viale della Regina. Il circuito era da compiersi dodici volte, con l'aggiunta di un tratto finale per raggiungere la lunghezza complessiva di 35 km.
| Specialità                   | Oro                                                     | Prestazione | Argento                                               | Prestazione | Bronzo                                                  | Prestazione |
| Maratonina di marcia (35 km) | Mario Brignoli Gruppo Rionale Fascista Mussolini Milano | 2h55'02"1/5 | Ugo Frigerio Gruppo Rionale Fascista Mussolini Milano | 2h55'55"2/5 | Ettore Rivolta Gruppo Rionale Fascista Mussolini Milano | 2h58'25"0   |

### La mezza maratona dell'8 maggio a Milano
Il campionato italiano maschile di mezza maratona si corse a Milano in concomitanza con il 19º Giro di Milano. Il percorso, della lunghezza di 24 km, seguiva la nuova circonvallazione milanese.
| Specialità                 | Oro                        | Prestazione | Argento                                 | Prestazione | Bronzo                                                      | Prestazione |
| Mezza maratona (24,650 km) | Simone Paduano Fiamme Nere | 1h18'20"3/5 | Luigi Rossini Club Sportivo Audace Roma | 1h18'32"0   | Spartaco Morelli Società Ginnastica Pro Patria et Libertate | 1h18'40"0   |

### La marcia 50 km del 9 ottobre a Como
Il titolo italiano della marcia 50 km fu assegnato a Como, dove era sito l'arrivo di un percorso che partiva da Sesto San Giovanni e ricalcava, con alcune variazioni, quello del campionato del 1931.
| Specialità   | Oro                                     | Prestazione | Argento                           | Prestazione | Bronzo                              | Prestazione |
| Marcia 50 km | Umberto Olivoni Ginnastica Comense 1872 | 4h49'58"    | Ulrico Donadoni Sport Club Italia | 4h54'22"    | Carlo Giani Ginnastica Comense 1872 | 4h56'05"    |

### La maratona del 16 ottobre a Torino
La maratona si corse a Torino nell'ambito di una gara internazionale valida anche per l'assegnazione del titolo di campione italiano della specialità. Il percorso era il seguente: motovelodromo di corso Casale, ponte Umberto I, corso Vittorio Emanuele II, porta Nuova, corso Re Umberto, corso Sebastopoli, corso Orbassano, Beinasco, Orbassano, Rivalta, Rivoli, ex barriera daziaria, piazza dello Statuto e arrivo al motovelodromo.
| Specialità           | Oro                                       | Prestazione | Argento                               | Prestazione | Bronzo                                  | Prestazione |
| Maratona (42,750 km) | Michele Fanelli Club Sportivo Audace Roma | 2h45'01"0   | Aurelio Genghini Dopolavoro ATAG Roma | 2h45'55"0   | Luigi Rossini Club Sportivo Audace Roma | 2h50'37"0   |

### Il pentathlon e la staffetta 4×1500 metri del 23 ottobre a Bergamo
| Specialità         | Oro                                                            | Prestazione | Argento                                                                | Prestazione | Bronzo                              | Prestazione |
| pentathlon         | Luigi Spazzali Unione Ginnastica Goriziana                     | 3408,245 p. | Enrico Torre ASSI Giglio Rosso                                         | 3203,360 p. | Antonio Falorni ASSI Giglio Rosso   | 2801,210 p. |
| Staffetta 4×1500 m | Pro Patria Milano Aristide Bonfà Zonca Capoferri Luigi Beccali | 16'55"4/5   | ASSI Giglio Rosso Betti Scarpellini Giovanni Giovanardi Giuseppe Lippi | 17'06"4/5   | Pro Patria Milano (seconda squadra) | 18'31"2/5   |

### Il decathlon e la staffetta olimpionica del 12-13 novembre a Firenze
| Specialità            | Oro                                                                            | Prestazione | Argento                                                                                    | Prestazione | Bronzo                                                                  | Prestazione |
| Decathlon             | Eletto Contieri Società Ginnastica Triestina                                   | 6119,01 p.  | Enrico Torre ASSI Giglio Rosso                                                             | 5968,165 p. | Roberto Lux Juventus Bolzano                                            | 5892,20 p.  |
| Staffetta olimpionica | Pro Patria Milano Luigi Beccali Giovanni Turba Giovannino Cani Angelo Ferrario | 3'33"0      | ASSI Giglio Rosso Giovanni Giovannardi Manfredo Giacomelli Vasco Lucci Alessandro Trevisan | 3'33"2/5    | ASSI Giglio Rosso Bicci Orlando Orlandini Otello Sandrelli Enrico Torre | 3'50"2/5    |